# Tiroteo de San Miguel de 2006
El tiroteo de San Miguel de 2006 fue un tiroteo masivo que se produjo el 3 de mayo de 2006 en una empresa de autobuses en San Miguel, Buenos Aires, Argentina. El exempleado de la empresa Eugenio Villela, de 55 años, abrió fuego contra sus antiguos compañeros de trabajo, matando a dos personas e hiriendo a otras cuatro antes de huir del lugar. Posteriormente se entregó a las autoridades y fue sentenciado a 32 años de prisión en 2009.

## Tiroteo
A las 10:00 am (UTC−03:00; ART) del 3 de mayo de 2006, Eugenio Villela se dirigió a la compañía de autobuses La Primera de Grand Bourg en su Ford Fiesta. Saludó a sus antiguos compañeros de trabajo en la planta baja antes de viajar al primer piso, donde los empleados superiores se reunían para discutir temas de la empresa. Villela ingresó a la sala de reuniones y abrió fuego contra los que estaban dentro con una pistola calibre 9 milímetros, disparando trece tiros. Luego del tiroteo, Villela huyó del lugar a pie y se dirigió a la casa de su cuñado, donde atacó e hirió a su cuñado. Luego, Villela condujo hasta la comisaría local y se entregó.
Seis personas recibieron disparos en el ataque; el tesorero Pablo Galazzo murió instantáneamente, mientras que el contador Isaac López falleció en un hospital a causa de sus heridas. Otras cuatro personas resultaron gravemente heridas y fueron trasladadas al hospital, donde se recuperaron de sus heridas.

## Autor
El tirador fue identificado como Eugenio Villela, de 55 años, un exempleado de La Primera de Grand Bourg que se había desempeñado como gerente antes de vender sus acciones y dejar la empresa en diciembre de 2005. Durante su tiempo en el negocio, sus compañeros de trabajo notaron que era un hombre agresivo que actuaba violentamente y gritaba a la gente, pero que a veces estaba deprimido. A Villela supuestamente se le debían $ 800 000 por la venta de ocho autobuses después de que dejó la empresa, pero sus excolegas le dijeron que no recibiría el dinero. Al parecer, este fue el motivo del tiroteo.

### Procedimientos legales
El 4 de mayo, Villela fue trasladado a los tribunales, acusado de dos cargos de homicidio, cuatro cargos de intento de homicidio y porte ilegal de un arma de guerra. Dijo que no recordaba el ataque y que tenía intención de devolver a la empresa la pistola utilizada en el tiroteo. Villela también dijo que no tenía ninguna deuda con la empresa. El día del tiroteo se le practicaron exámenes psiquiátricos, así como muestras de sangre y orina, que determinaron que Villela no se encontraba en estado de ebriedad al momento del ataque.
En 2009, Villela fue sometido a juicio en el Tribunal Oral en lo Penal 4 de San Martín. Su defensa argumentó que Villela estaba mentalmente enfermo en el momento del ataque y no podía comprender sus acciones. Los heridos en el tiroteo testificaron que Villela les había disparado, y el entonces tesorero José Laborde afirmó que Villela amenazó con «hacer mierda» a sus compañeros después de que dejó la empresa. Una mujer también testificó que vio a Villela admitir el crimen mientras se entregaba. Psicólogos y psiquiatras testificaron que Villela no tenía trastornos mentales y entendía lo que hacía. El 25 de marzo, Villela fue declarado culpable de todos los cargos y sentenciado a 32 años de prisión. Los fiscales habían pedido 40 años de prisión, pero el jurado redujo la sentencia de Villela debido a su falta de actividad criminal antes del ataque.